# Alan Campbell (Diplomat)
Sir Alan Hugh Campbell, GCMG (* 1. Juli 1919; † 7. Oktober 2007 in London) war ein britischer Diplomat, der unter anderem von 1969 bis 1972 Botschafter in Äthiopien sowie zwischen 1976 und 1979 Botschafter in Italien war.

## Leben
Alan Hugh Campbell, Sohn des Geschäftsmanns Hugh Campbell und dessen Ehefrau Ethel Warren Campbell, wuchs in Kingsbridge auf und besuchte von 1932 bis 1937 die 1550 gegründete Sherborne School. Im Anschluss absolvierte er ein Studium am Gonville and Caius College der University of Cambridge und leistete danach während des Zweiten Weltkrieges zwischen 1940 und 1946 Militärdienst im Suffolk Regiment, im Devonshire Regiment sowie zuletzt in der Sondereinsatztruppe SOE (Special Operations Executive). Daraufhin trat er 1946 in den diplomatischen Dienst (HM Diplomatic Service) des Außenministeriums (Foreign and Commonwealth Office). Er fand in der Folgezeit zahlreiche Verwendungen an Auslandsvertretungen sowie im Außenministerium. 1946 war er für kurze Zeit Dritter Sekretär zur Unterstützung der Sondermission von Miles Lampson, 1. Baron Killearn in Singapur und wurde 1950 Privatsekretär von Sir William Strang, dem Ständigen Unterstaatssekretär des Außenministeriums. Danach wurde 1952 Mitarbeiter der Botschaft in Italien sowie 1955 der Botschaft in der Volksrepublik China, ehe er zwischen 1961 und 1965  Botschaftsrat und Kanzler der Ständigen Vertretung bei den Vereinten Nationen (UN) in New York City war. 1964 wurde er für seine Verdienste Companion des Order of St Michael and St George (CMG).
Anschließend fungierte Campbell von 1965 und 1967 als Leiter des Referats Westeuropa im Außenministerium sowie zwischen 1967 und 1969 als Botschaftsrat und Kanzler der Botschaft in Frankreich. 1969 löste er Thomas Eardley Bromley als Botschafter in Äthiopien und bekleidete diesen Posten bis zu seiner Ablösung durch Willie Morris 1972. Danach kehrte er ins Außenministerium zurück und war zunächst zwischen 1972 und 1974 Leiter der Unterabteilung Südafrika und Rhodesien (Assistant Under-Secretary for Foreign and Commonwealth Affairs, Southern Africa and Rhodesia) sowie danach von 1974 bis 1975 Leiter der Unterabteilung Mittlerer Osten (Assistant Under-Secretary for Foreign and Commonwealth Affairs, Middle East).
Danach übernahm Alan Campbell zwischen 1975 und 1976 den Posten als stellvertretender Unterstaatssekretär und Leiter der Europa-Abteilung des Außenministeriums (Deputy Under-Secretary for Foreign and Commonwealth Affairs, Europe). 1976 wurde er zum Knight Commander des Order of St Michael and St George (KCMG) geschlagen und führte seither den Namenszusatz Sir. Zuletzt übernahm er 1976 als Nachfolger von Sir Guy Millard das Amt als Botschafter in Italien und hatte dieses bis zu seinem Eintritt in den Ruhestand 1979 inne, woraufhin Sir Ronald Arculus ihn ablöste. 1979 wurde er zum Knight Grand Cross des Order of St Michael and St George (GCMG) erhoben. 
Nach seinem Eintritt in den Ruhestand war Sir Alan Campbell Berater von Rolls-Royce, Direktor der National Westminster Bank sowie von 1987 bis 1994 Vorsitzender der British School at Rome. Er engagierte sich des Weiteren von 1973 bis 1987 als Mitglied des Verwaltungsrates der Sherborne School sowie als Mitglied des Beirates des London Philharmonic Orchestra. Aus seiner 1947 geschlossenen Ehe mit der 1999 verstorbenen Margaret Taylor gingen drei Töchter hervor.

## Veröffentlichung
- Colleagues and Friends. Russell, Salisbury 1988, ISBN 0-85955-147-4 (Memoiren).